# South Guardian Angel
South Guardian Angel es una montaña de 2176 metros de altura ubicada en el Parque nacional Zion, en el condado de Washington en el suroeste de Utah, Estados Unidos.

## Descripción
El South Guardian Angel es una formación compuesta de arenisca navajo blanca, está situada a 12,9 km al norte-noroeste de Springdale, Utah. La montaña más cercana es el North Guardian Angel, a 2 km al norte. The Subway, un pequeño cañón de ranura, se encuentra entre estos dos picos. El nombre del ángel de South Guardian Angel fue adoptado oficialmente en 1934 por la United States Board on Geographic Names. La escorrentía de las precipitaciones de esta montaña desemboca en el arroyo North, un afluente del río Virgen.

## Clima
La primavera y el otoño son las temporadas más favorables para visitar North Guardian Angel. De acuerdo con el sistema de clasificación climática de Köppen, se encuentra en una zona climática semiárida fría, que se define por el mes más frío que tiene una temperatura media promedio por debajo de 0 °C, y al menos el 50% de la precipitación anual total se recibe durante la primavera y el verano. Este clima desértico recibe menos de 250 milímetros de lluvia anual y las nevadas son generalmente ligeras durante el invierno.

## Galería
|                                    |
| South Guardian Angel desde el este |

|                                     |
| Otra vista del South Guardian Angel |

|                                              |
| South Guardian Angel desde el West Rim Trail |